# Saint-Gence
 Saint-Gence  (en occitano Sent Gençan) es una población y comuna francesa, situada en la región de Lemosín, departamento de Alto Vienne, en el distrito de Limoges y cantón de Nieul.

## Demografía
| 700 | 617 | 704 | 1071 | 1311 | 1489 | 1948 |
| Para los censos de 1962 a 1999 la población legal corresponde a la población sin duplicidades (Fuente: INSEE [Consultar]) |     |     |      |      |      |      |